# Europaparlamentets utskott för utveckling
Europaparlamentets utskott för utveckling (engelska: European Parliament Committee on Development, DEVE) är ett av Europaparlamentets 20 ständiga utskott för att bereda ärenden i parlamentet. 
Utskottets nuvarande ordförande, vald den 10 juli 2019, är den svensk Europaparlamentsledamoten Tomas Tobé (EPP).
Utskottet för utveckling är ansvarigt för främjande, genomförande och granskande av Europeiska unionens politik för utveckling av och samarbete med utvecklingsländer.

## Presidium
| Namn                        | Funktion i utskottet | Land     | Grupp | Bild |
| --------------------------- | -------------------- | -------- | ----- | ---- |
| Tomas Tobé                  | Ordförande           | Sverige  | EPP   |      |
| Pierrette Herzberger-Fofana | Viceordförande       | Tyskland | G/EFA |      |
| Norbert Neuser              | Viceordförande       | Tyskalnd | S&D   |      |
| Chrysoula Zacharopoulou     | Viceordförande       | Grekland | RE    |      |
| Erik Marquardt              | Viceordförande       | Tyskland | G/EFA |      |